# U-166 (1942)
U-166 — большая океанская немецкая подводная лодка типа IX-C, времён Второй мировой войны.
Заказ на постройку лодки был отдан судостроительной компании «Seebeck» в Бремене 25 сентября 1939 года. Лодка была заложена 6 декабря 1940 года под строительным номером 705, спущена на воду 1 ноября 1941 года, 23 марта 1942 года под командованием оберлейтенанта Ганса-Гюнтера Кулмана вошла в состав учебной 4-й флотилии. 1 июня 1942 года вошла в состав 10-й флотилии.

## История службы
Лодка совершила 2 боевых похода, в которых потопила 4 судна (7 593 брт).
30 июля 1942 года U-166 в Мексиканском заливе атаковала и потопила американский пароход Robert E. Lee, следовавший из Тринидада в сопровождении вспомогательного крейсера PC-566. На борту парохода было более 400 пассажиров, в основном технические специалисты и спасённые моряки из экипажей потопленных кораблей. «Роберт Е. Ли» был отправлен на дно. Большинство людей спаслись, погибло 25 человек. Впоследствии «Robert E. Lee» вместе с подлодкой обнаружила команда глубоководных исследователей во главе с доктором Робертом Баллардом.
30 июля эскортный корабль ВМС США PC-566 контратаковал лодку и наблюдал появление на поверхности следов масла. В рапорте капитан доложил, что атаковавшая лодка повреждена.
На следующий день, 1 августа, в районе 28°37′ с. ш. 90°45′ з. д. патрульный самолёт-амфибия J4F Widgeon обнаружил следующую в надводном положении подводную лодку. При атаке самолёта она совершила экстренное погружение, а Widgeon сбросил по курсу лодки свою единственную глубинную бомбу. Пилоты самолёта, Уайт и Боггс, доложили об уничтожении подводной лодки. После окончании военных действий в Германских архивах было найдено подтверждение о потере U-166 в Мексиканском заливе. Пилоты получили правительственные награды: Уайт — Distinguished Flying Cross, Боггс — Air Medal.
Так или иначе, но лодка погибла вместе со всем экипажем из 52 человек. Почти 60 лет считалось, что лодку потопили пилоты самолёта, и только в 2001 году её судьба была пересмотрена: остов U-166 был обнаружен всего в миле от транспорта Robert E. Lee. Таким образом, U-166 была потоплена глубинными бомбами американского эскортного судна PC-566, а Уайт и Боггс на самом деле атаковали U-171, которая рапортовала о воздушной атаке 1 августа 1942 года в том же районе и получила незначительные повреждения.
Во многих источниках корабль PC-566 описывается как корабль береговой охраны США (U.S. Coast Guard), однако на самом деле он входил в состав ВМС США (U.S. Navy).